# گرایمرسبورگ
گرایمرسبورگ (به آلمانی: Greimersburg) یک شهر در آلمان است که در کوخم-تسل واقع شده‌است. گرایمرسبورگ ۷۲۴ نفر جمعیت دارد.